# Il tesoro della Sierra Madre (romanzo)
Il tesoro della Sierra Madre (Der Schatz der Sierra Madre) è un romanzo d'avventura dell'autore B. Traven, ancor oggi ignoto, pubblicato in tedesco nel 1927. Vi si narra la storia di due americani indigenti, nel Messico degli anni '20 del Novecento, i quali si uniscono a un anziano cercatore d'oro americano alla ricerca di una favolosa miniera d'oro, tramandata dai tempi dell'Impero Spagnolo. Il regista John Huston adattò il libro nell'omonimo film (The Treasure of the Sierra Madre), vincitore di tre premi Oscar nel 1948, un classico intramontato.

## Trama
(B. Traven, Il tesoro della Sierra Madre)
Dobbs è un Gringo che in Messico vive di elemosina. All'Orso Nero, la fatiscente pensione dove alloggia, conosce un altro statunitense di nome Moulton che vuole andare a Tuxpam per cercare di essere ingaggiato come operaio in uno dei tanti pozzi di petrolio. Dobbs decide di accompagnarlo ma dopo un picaresco viaggio ricevono cinque rifiuti di ingaggio da altrettanti direttori di pozzi petroliferi. I due tornano quindi indietro e si separano una volta arrivati a destinazione. Dobbs fortunosamente viene assunto per lavorare alla preparazione di campi petroliferi. L'imprenditore, Pat McCormick, è restio a pagare a Dobbs il dovuto che, dopo alcuni mesi, decide di ottenere le paghe arretrate con la forza. Insieme a Curtain, un californiano conosciuto sul lavoro, Dobbs affronta il disonesto imprenditore costringendolo a pagare il salario pattuito. Entrambi tornano all'Orso Nero e qui fanno la conoscenza con un vecchio cercatore d'oro, Howard, che li convince a investire del denaro con lui per comprare attrezzi da scavo, asini e partire alla ricerca dell'oro nella Sierra Madre.
Howard spiega ai compagni che trovare un buon filone aurifero è complicato e che quasi mai il denaro assicura tranquillità allo scopritore. A tale proposito l'anziano narra la storia legata alla miniera Acqua Verde. Dei frati giunti in America con i conquistadores spagnoli torturarono gli indigeni per farsi rivelare l'ubicazione di una miniera che le leggende collocavano tra l'Arizona e lo Stato di Sonora. La miniera fu trovata e sfruttata fino al 1762 quando gli indigeni irruppero nel campo di scavo e massacrarono i frati e gli operai per vendetta; dopo di ciò nascosero ogni traccia della miniera. Nel 1870 la miniera fu ritrovata ma ancora gli indigeni uccisero tutti i cercatori nascondendone nuovamente le tracce. La leggenda della miniera si diffuse e l'unico sopravvissuto al massacro, Harry Tilton, fu costretto da alcuni suoi concittadini a mettersi alla ricerca del filone nascosto, trent'anni dopo le tragiche vicende. L'insuccesso della ricerca spinse alcuni a torturare Tilton per farsi rilevare l'ubicazione del giacimento che non fu comunque mai più ritrovato.
I tre partono alla ricerca dell'oro e dopo molto peregrinare si imbattono in un discreto giacimento che iniziano a sfruttare. Il duro lavoro e la vita scomoda rendono gli animi dei tre esacerbati che litigano spesso accusandosi reciprocamente di volersi impossessare dell'oro trovato a scapito degli altri. Un giorno, Curtain si reca al villaggio vicino per comprare provviste e, tornando indietro, si accorge di essere stato seguito da un uomo. Al campo lo sconosciuto si avvicina al gruppo dei tre cercatori che sospettano sia una spia mandata in avanscoperta da briganti interessati al giacimento. Laucad detto "Laky", questo il nome dello sconosciuto, si presenta come uno geologo interessato non al loro esiguo giacimento, ma a trovare filoni più ricchi. Poco dopo l'incontro con Lacaud il campo dei cercatori viene assaltato da un gruppo di fuorilegge capitanati da un bandito che indossa un sombrero dorato. Lacaud crede di identificare nel fuorilegge il capo di una banda che mesi prima aveva massacrato i passeggeri di un treno e i soldati di scorta. L'esercito era alla ricerca dei criminali, quasi tutti mestizos, molti dei quali erano stati rintracciati e giustiziati. Lacaud si unisce ai tre cercatori per difendersi dai fuorilegge; quando il gruppo sta per soccombere, l'arrivo di un drappello di soldati mette in fuga i briganti. Curtain, Dobbs e Howard, esausti per la lunga permanenza lontano dalla civiltà e per l'estenuante lavoro, decidono di accontentarsi dell'oro raccolto e di raggiungere la costa per mettere al sicuro in banca i guadagni. Lacaud vuole invece continuare le ricerche di un più ricco filone d'oro e aiuta i tre a nascondere il giacimento, oramai quasi completamente esaurito.
Howard mette in guardia i soci sui pericoli del viaggio e a tal proposito racconta loro la storia di Catalina Maria de Rodríguez, moglie di un medico di origini spagnole. Un ricco agricoltore di Huacal, nel Messico settentrionale, aveva un figlio cieco e si era inutilmente affidato alla grazia della Nostra Signora di Guadalupe e a superstiziosi riti cattolici per tentare di guarirlo. Truffato dai preti, si era rivolto in ultimo a un famoso dottore, don Manuel Rodríguez; l'agricoltore aveva promesso a questi di rivelargli l'ubicazione di una miniera dimenticata in cambio della guarigione del figlio. Don Manuel accetta e cura il ragazzo con successo. L'uomo mantiene la promessa e il dottore inizia ad arricchirsi sfruttando il giacimento. L'ingordigia dell'ex medico lo spinge a vessare gli operai schiavizzandoli fino a quando questi si ribellano e lo uccidono. La moglie, doña Maria, sopravvive al marito e si industria per riottenere la fiducia degli operai e continuare l'estrazione dell'oro. Dopo anni di fatiche la donna, finalmente ricca, decide di tornare tra la civiltà, mettere in banca a Città del Messico le tonnellate di prezioso minerale estratto e di presentarsi al governatore spagnolo per acquistare con il denaro un posto di rilievo nell'aristocrazia. Il viaggio dura mesi durante i quali la donna deve fronteggiare disagi e difficoltà enormi, compreso il tradimento della sua scorta e un fallito ammutinamento. Giunta esausta a Città del Messico doña Maria congeda gli operai e si presenta al Governatore che la accoglie con fasto proponendole di mettere temporaneamente al sicuro l'oro nelle sue casse. La donna accetta felice e viene ospitata nel palazzo governativo. La notte stessa doña Maria sparisce nel nulla e il tesoro entra nelle disponibilità della corona.
Dopo aver nascosto le tracce della loro permanenza e gli scavi effettuati, Dobbs, Curatain e Howard ripongono la sabbia ricca d'oro raccolta in mesi di duro lavoro dentro alcuni sacchetti che nascondono tra pelli d'animale stipate sopra alcuni asini in modo che, se fermati da ladri lungo la strada, possano fingersi cacciatori di pelli. Il viaggio, come previsto da Howard, risulta sfiancante e la fatica mette a dura prova Dobbs e Curtain che litigano di sovente accusandosi reciprocamente di voler uccidere i compagni per rubare l'oro degli altri. Howard riesce a calmare gli animi fino a quando, non è costretto a sospendere il viaggio. Lungo il percorso, l'anziano salva la vita a un ragazzo semi annegato; i parenti vogliono ad ogni costo dimostrare la loro gratitudine al gringo e lo costringono a seguirlo al villaggio per essere a lungo festeggiato e ricompensato con cibo e comodità. Howard, suo malgrado, saluta i due compagni pregandoli di trasportare anche il suo oro fino alla città sulla costa per depositarlo a suo nome in una banca del porto. Curtain e Dobs proseguono il viaggio da soli e ben presto i litigi sfociano in tragedia. Dobbs, impazzito dalla fatica e dalla bramosia per l'oro una sera spara al compagno abbandonandolo in un bosco dopo averlo creduto morto. La mattina seguente il corpo di Curtain è sparito. Dobbs, quasi folle, prosegue il viaggio fino a quando si imbatte in un gruppo di balordi che lo uccidono per rubargli i vestiti, le armi e i bagagli. Quando frugano tra le pelli gli assassini trovano i sacchetti di polvere d'oro ma nel buio della sera, incapaci di distinguere nella sabbia le scaglie d'oro, li svuotano sul terreno. Recatisi in un vicino villaggio per vendere la refurtiva, vengono sospettati dal capo villaggio di essere dei ladri. Dopo aver confessato il furto e l'omicidio vengono giustiziati. Gli asini vengono riconsegnati ad Howard che, nel frattempo, si era fatto conoscere nella zona per le sue doti di medico. Tra le pelli rimaste l'anziano rinviene alcuni sacchetti di polvere d'oro. Durante il soggiorno nel villaggio Howard viene raggiunto da Curtain che era sopravvissuto ai proiettili ed era riuscito a trascinarsi fino a un campo vicino al bosco, dove era stato trovato e curato da un contadino. I due decidono di rimanere nel villaggio come medici improvvisati fino a quando la febbre dell'oro non li avrebbe spinti nuovamente all'avventura.

## Personaggi
Dobbsil protagonista del romanzo, un gringo che in Messico sopravvive di espedienti. Dopo molti tentativi di trovare lavoro, decide di dedicarsi alla ricerca dell'oro.
Curtaincaliforniano trasferitosi in Messico per cercare fortuna. Dopo aver conosciuto Dobbs si unisce a lui nel viaggio nella Sierra Madre alla ricerca dell'oro.
Howardun anziano cercatore d'oro al quale si associano Dobbs e Curtain per cercare l'oro nella Sierra Madre.
Roberto W. LaucadSoprannominato Laky, è un geologo di Phoenix che si unisce al gruppo di Howard sperando di trovare un giacimento d'oro che lo renda ricco.

## Edizioni
- (DE) Der Schatz der Sierra Madre, 1ª ed., Berlino, Büchergilde Gutenberg, 1927.
- (EN) The Treasure of the Sierra Madre, Chatto & Windus, 1934.
- Il tesoro della Sierra Madre, collana La Gaja Scienza n.33, traduzione di Teresa Pintacuda [dall'edizione in lingua inglese], Milano, Longanesi, 1948. - Collana I Libri Pocket n.9, Longanesi, 1965; Collana Super Pocket n.211, Longanesi, 1976; Nota introduttiva di Ferruccio Fölkel, Collana Oscar Narrativa n.536 (1511), Milano, Mondadori, aprile 1982; Collana Teadue, Milano, TEA, 1997, ISBN 978-88-781-9747-3; Collana Romanzi e racconti, Milano, Baldini Castoldi Dalai, 2003, ISBN 978-88-849-0360-0.
- Il tesoro della Sierra Madre, collana La Gaja Scienza n.5, traduzione di Teresa Pintacuda (dall'inglese), Milano, Longanesi, 1980.
- Il tesoro della Sierra Madre, collana Neri, traduzione di Matteo Pinna, San Gavino Monreale, WoM, 2025, ISBN 979-12-810-1697-2.